# Журавлёв, Александр Фёдорович (партийный деятель)
Александр Фёдорович Журавлёв — советский хозяйственный и политический деятель. Член КПСС.
Участник Великой Отечественной войны. Подполковник запаса.

## Биография
Родился в 1924 году в деревне Лопотово Пятницкой волости Воскресенского уезда Московской губернии.
Окончил Горьковский педагогический институт.
С 1940 года — на хозяйственной, общественной и политической работе — преподаватель средней школы.
Призван 12 августа 1942 года из Москвы. Командир минометного взвода 65-го гвардейского стрелкового полка 22-й гвардейской стрелковой дивизии. Был ранен
В 1949—1974 гг. — инструктор Советского райкома ВКП(б) города Горького, инструктор Горьковского горкома КПСС, заместитель председателя, председатель Советского райисполкома города Горького, секретарь, первый секретарь Советского райкома КПСС города Горького, секретарь Горьковского горкома КПСС.
В 1974—1984 гг. — заведующий отделом административных органов Горьковского обкома КПСС.
Делегат XXIII съезда КПСС.
Умер после 1985 года.

## Награды
- Орден Красной Звезды (25.10.1944)
- Медаль «За победу над Германией в Великой Отечественной войне 1941—1945 гг.» (09.05.1945)